# Brandon Mychal Smith
Brandon Mychal Smith (Los Angeles, 29 de maio de 1989) é um ator e cantor norte-americano mais conhecido por interpretar Li'l Danny Dawkins em Phil of the Future (Phil do futuro) e Nico Harris em Sonny With a Chance (Sunny entre estrelas), ambas séries do Disney Channel e também atuou no elenco principal da sitcom So Random!. Também atuou ao lado de Sterling Knight no filme Starstruck. E em 2012 Brandon atua no filme original Disney Channel "Let it Shine" protagonizado por Tyler James Williams.

## Filmografia
| Ano  | Título                                      | Personagem        | Notas                 |
| ---- | ------------------------------------------- | ----------------- | --------------------- |
| 1999 | She's All That                              | JV Cleaning Boy   |                       |
| 2003 | Grind                                       |                   |                       |
| 2006 | The Ron Clark Story                         | Tayshawn          |                       |
| 2006 | Gridiron Gang                               | Bug               |                       |
| 2006 | Weapons                                     | James             |                       |
| 2010 | Starstruck: Meu Namorado é uma Superestrela | Stubby            | Personagem Secundário |
| 2012 | Let It Shine                                | Lord of Da Bling  | Personagem Secundário |
| 2014 | Get On Up                                   | Little Richard \| | Personagem Secundário |
| 2015 | Hoovey                                      | Donavan           |                       |
| 2016 | Dirty Grandpa                               | Tyrone            |                       |
| 2017 | The Most Hated Woman in America             | Roy Collier       |                       |

### Televisão
| Ano         | Título                                                       | Personagem         | Notas                                                     |
| ----------- | ------------------------------------------------------------ | ------------------ | --------------------------------------------------------- |
| 2004-2006   | Phil of the Future                                           | Lil' Danny Dawkins | A partir da Segunda Temporada                             |
| 2005        | Without a Trace                                              | Trevor             |                                                           |
| 2005        | That's So Raven                                              | Razor              | 1 episódio, 3ª Temporada "Extreme Cory"                   |
| 2006        | Unfabulous                                                   | Mario              | 3 episódios                                               |
| 2007        | The District                                                 | Junior             |                                                           |
| 2009 - 2011 | Sonny With A Chance                                          | Nico Harris        | Série Disney Channel                                      |
| 2009        | U Can't Touch This: Versão de Adam Hicks e Daniel Curtis Lee | figurante          |                                                           |
| 2011 - 2012 | Sem Sentido!                                                 | Nico Harris        | Série Disney Channel                                      |
| 2012        | SNAP!                                                        | Ele Mesmo          | (Apresentador junto com Doug Brochu) Série Disney Channel |
| 2013        | Social Nightmare                                             | Daniel             | Filme Televisivo                                          |
| 2014–2016   | You're the Worst                                             | Sam Dresden        | 13 episódios                                              |
| 2015        | One Big Happy                                                | Marcus             | 6 episódios                                               |
| 2016        | Sweet/Vicious                                                | Harris             | 10 episódios                                              |
| 2018        | Rise of the Teenage Mutant Ninja Turtles                     | Michelangelo (voz) | Regular                                                   |

## Discografia
| Ano  | Título                         | Filme/Série                                 |
| ---- | ------------------------------ | ------------------------------------------- |
| 2010 | Party UP                       | Starstruck: Meu Namorado é uma Superestrela |
| 2010 | Shades (feat. Sterling Knight) | Starstruck: Meu Namorado é uma Superestrela |
| 2010 | Making Babies Cry              | Sonny With a Chance                         |